# Xiao Yanling
Xiao Yanling (née le 27 avril 1968) est une athlète chinoise, spécialiste du lancer du disque. 

## Biographie
Xiao Yanling détient le record d'Asie du lancer du disque avec un jet à 71,68 m réalisé à Pékin en 1992.

### Palmarès
| Date | Compétition             | Lieu      | Résultat | Performance |
| ---- | ----------------------- | --------- | -------- | ----------- |
| 1991 | Universiade             | Sheffield | 1re      | 64,36 m     |
| 1991 | Championnats du monde   | Tokyo     | 11e      | 61,20 m     |
| 1996 | Jeux olympiques         | Atlanta   | 5e       | 64,72 m     |
| 1997 | Jeux de l'Asie de l'Est | Busan     | 1re      | 63,82 m     |
| 1998 | Championnats d'Asie     | Fukuoka   | 3e       | 53,32 m     |

### Records
| Épreuve          | Performance  | Lieu  | Date         |
| ---------------- | ------------ | ----- | ------------ |
| Lancer du disque | 71,68 m (AR) | Pékin | 14 mars 1992 |